# Chiesa di San Pietro Apostolo (Macciano)
La chiesa di San Pietro Apostolo si trova a Macciano, nel comune di Chiusi.

## Storia e descrizione

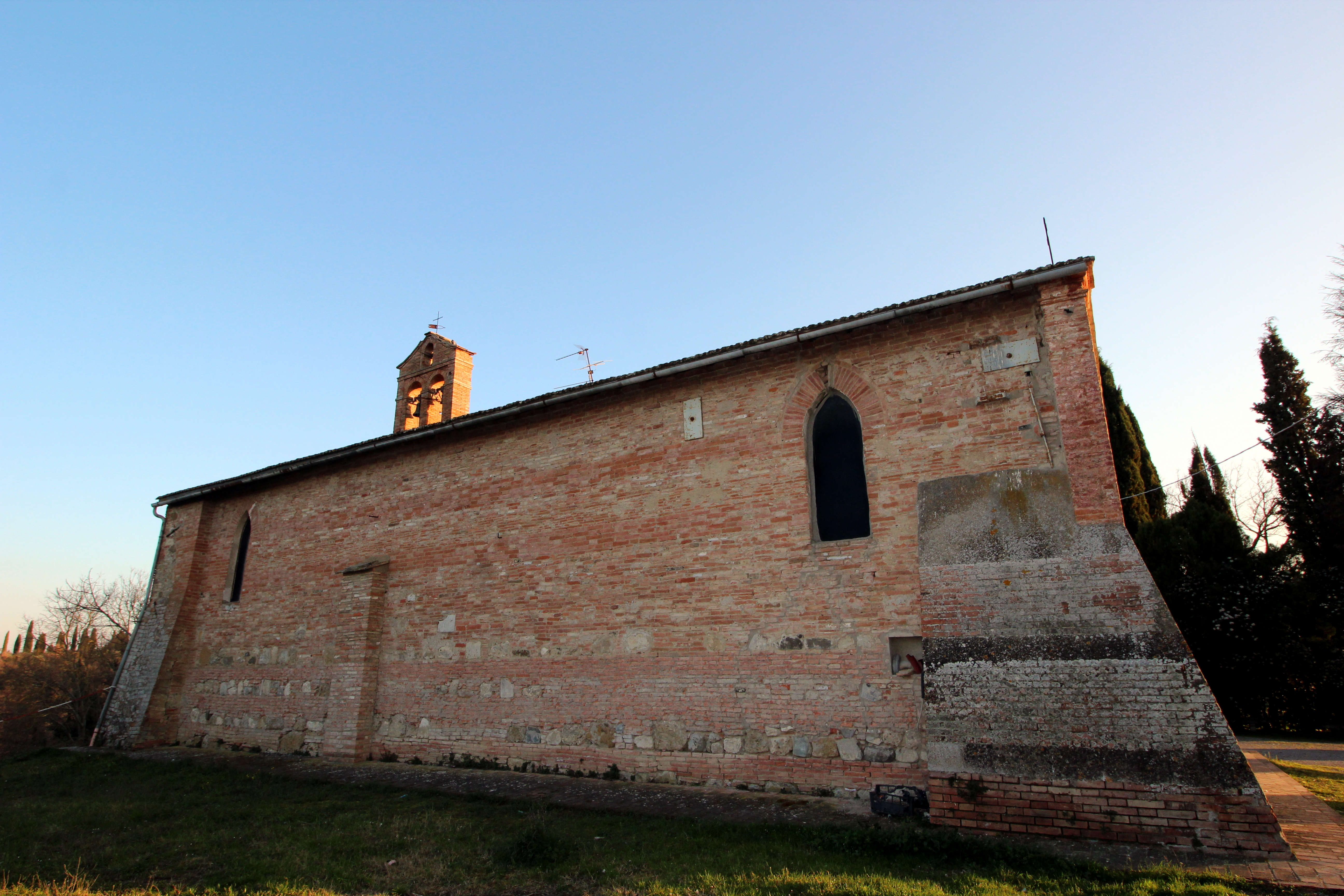
Prospetto laterale

Si hanno notizie della chiesa dalla fine del XIV secolo. Presenta la facciata rinforzata da contrafforti angolari, tetto a capanna e campanile a vela con due campane.
L'interno, molto sviluppato in altezza, è ad unica navata, diviso in quattro campate e con quattro grandi finestre.